# Сирия ТВ
Сирия ТВ (на арабски: القناة الفضائية السورية, известен също като Сирийски сателитен канал) е сателитен телевизионен канал, собственост на РТВ Сирия. Излъчва се по цял свят от различни сателити. Телевизионната станция е със седалище в град Дамаск, от 1995 година насам.